# Збірна Південно-Африканської Республіки з хокею із шайбою
Збірна Південно-Африканської Республіки (ПАР) з хокею із шайбою (англ. South African national ice hockey team) — національна чоловіча збірна команда Південно-Африканської Республіки, яка представляє країну на міжнародних змаганнях з хокею. Функціонування команди забезпечується Південно-Африканською хокейною асоціацією.

## Історія
Південно-Африканська хокейна асоціація увійшла до числа членів Міжнародної федерації хокею із шайбою (ІІХФ) 25 лютого 1937 року і до 1998 року лишалася єдиним представником Африки у цій організації. Незважаючи на входження у 1998 до складу ІІХФ хокейної федерації Намібії, збірна Південно-Африканської Республіки лишається єдиною збірною з хокею із шайбою на континенті, оскільки намібійці наразі обмежуються розвитком інлайн-хокею (хокею на роликових ковзанах).
Свою першу міжнародну гру збірна ПАР провела 3 березня 1961 року проти збірної Югославії в рамках турніру в Групі «C» тогорічного чемпіонату світу у швейцарській Лозанні (поразка з рахунком 3 - 12). Африканці програли й наступні три гри групового турніру, однак вже у його останньому матчі, 11 березня 1961 року, впевнено перемогли збірну Бельгії з рахунком 9 - 2. Ця перша перемога в історії збірної дозволила їй обійти бельгійців у фінальній турнірній таблиці і зайняти передостаннє місце серед 20 команд-учасниць турніру.
Наступного разу збірна ПАР взяла участь у світовій хокейній першості 1966 року, по результатах якої також стала 19-ю. Цього разу африканці програли усі свої матчі турніру із сумарною різницею закинутих і пропущених шайб 4 - 50, однак лишилися на передостанньому місці через відмову збірної Франції від продовження участі у чемпіонаті.
З 1992 року збірна Південно-Африканської Республіки — постійний учасник чемпіонатів світу з хокею із шайбою, що пропустив лише турніри 1996 та 1997 років. 
2009 року команда виступала у Групі B Дивізіону II чемпіонату світу, по результатах змагання зайняла останнє місце у групі та вибула до найнижчого за ієрархією Дивізіону III світового хокею, у якому 2010 року зайняла третє місце, яке не дозволило їй повернутися до Другого Дивізіону. 2011 року саме Південно-Африканська Республіка приймала розіграш чемпіонату світу з хокею у Дивізіоні III, збірна посіла друге місце та повернулась до другого дивізіону. У 2012 році зайняли останнє місце у групі та вибули до третього Дивізіону. На домашньому чемпіонаті 2013 знову здобувають право на підвищення у класі. У чемпіонаті 2014 року в якому брали участь у другомі Дивізіоні зберегли прописку перегравши в очній зустрічі збірну Туреччини 4:2. Ще через рік збірна посіла шосте місце та вибула до третього дивізіону, де наразі і виступає.

## Результати виступів на чемпіонатах світу
- 1961 — 19-е місце (5-е в Групі «C»)
- 1966 — 19-е місце (3-є в Групі «C»)
- 1992 — 28-е місце (2-е в Групі «C2»)
- 1993 — 32-е місце (12-е в Групі «C»)
- 1994 — 35-е місце (8-е в Групі «C2»)
- 1995 — 37-е місце (8-е в Групі «C2»)
- 1998 — 37-е місце (5-е в Групі «D»)
- 1999 — 36-е місце (5-е в Групі «D»)
- 2000 — 37-е місце (4-е в Групі «D»)
- 2001 — 36-е місце (4-е в Дивізіоні II)
- 2002 — 37-е місце (5-е в Дивізіоні II)
- 2003 — 38-е місце (5-е в Дивізіоні II)
- 2004 — 39-е місце (6-е в Дивізіоні II)
- 2005 — 42-е місце (2-е в Дивізіоні III)
- 2006 — 40-е місце (6-е в Дивізіоні II)
- 2007 — 44-е місце (4-е в Дивізіоні III)
- 2008 — 42-е місце (2-е в Дивізіоні III)
- 2009 — 40-е (6-е в Дивізіоні II)
- 2010 — 46-е (3-є в Дивізіоні III)
- 2011 — 2-е Дивізіон III
- 2012 — 6-е Дивізіон II, Група В
- 2013 — 1-е Дивізіон III
- 2014 — 5-е Дивізіон II, Група В
- 2015 — 6-е місце Дивізіон ΙІ В
- 2016 — 3-є місце Дивізіон ΙІІ
- 2017 — 5-е місце Дивізіон III
- 2018 — 5-е місце Дивізіон III
- 2019 — 6-е місце Дивізіон ΙІІ А
- 2022 — 1-е місце Дивізіон ΙІІ В
- 2023 — 3-є місце Дивізіон ΙІІ А
- 2024 — 5-е місце Дивізіон ΙІІ А
- 2025 — 4-е місце Дивізіон ΙІІ Група А